# Oxima de fosgeno
La oxima de fosgeno, o CX, es un compuesto orgánico con la fórmula Cl
2C=N−OH. Es un arma química potente, específicamente un agente vesicante. La oxima de fosgeno se fabricó por primera vez en 1929 en Alemania, pero nunca se ha utilizado en el campo de batalla.  El compuesto en sí es un sólido incoloro, pero las muestras impuras suelen ser líquidos amarillentos. Tiene un olor fuerte, desagradable e irritante. Se utiliza como reactivo en química orgánica. 

## Preparación y reacciones
La oxima de fosgeno se puede preparar mediante la reducción de cloropicrina utilizando una combinación de estaño metálico y ácido clorhídrico como fuente del agente reductor de hidrógeno activo :
Cl
3CNO
2 + 4 [H] → Cl
2C=N−OH + HCl + H
2O
La observación de un color violeta transitorio en la reacción sugiere la formación intermedia de tricloronitrosometano (Cl 3 CNO). Las primeras preparaciones, que utilizaban cloruro estannoso como reductor, también comenzaron con cloropicrina. 
El compuesto es electrófilo y, por lo tanto, sensible a los nucleófilos, incluidas las bases, que lo destruyen:
Cl
2CNOH + 2 NaOH → CO
2 + NH
2OH + 2 NaCl + H
2O
La oxima de fosgeno se ha utilizado para preparar heterociclos que contienen enlaces NO, como los isoxazoles . 
La deshidrohalogenación al entrar en contacto con óxido de mercurio genera fulminato de cloro, un óxido de nitrilo reactivo: 
Cl
2CNOH → Cl−C≡N+
−O−
 + HCl

## Toxicidad
La oxima de fosgeno se clasifica como vesicante aunque no produce ampollas.  Es tóxico por inhalación, ingestión o contacto con la piel. Los efectos del envenenamiento se producen casi inmediatamente. No se conoce ningún antídoto para el envenenamiento por oxima de fosgeno. Generalmente cualquier tratamiento es de apoyo. Los síntomas físicos típicos de la exposición al CX son los siguientes:
- Piel: Se puede observar un blanqueamiento rodeado de un anillo eritematoso dentro de los 30 segundos posteriores a la exposición. En el transcurso de 30 minutos se desarrolla una roncha en la piel expuesta. La zona blanqueada original adquiere una pigmentación marrón a las 24 horas. Se forma una escara en el área pigmentada al cabo de una semana y se desprende después de aproximadamente tres semanas. Inicialmente, los efectos del CX pueden confundirse fácilmente con la exposición al gas mostaza . Sin embargo, la aparición de irritación de la piel resultante de la exposición al CX es mucho más rápida que la del gas mostaza, que normalmente tarda varias horas o más en causar irritación de la piel.
- Ojos: El examen ocular generalmente muestra conjuntivitis, lagrimeo, edema del párpado y blefaroespasmo incluso después de exposiciones mínimas. Exposiciones más severas pueden provocar queratitis, iritis, perforación corneal y ceguera .
- Respiratorio: Puede observarse irritación de las membranas mucosas al examinar la orofaringe y la nariz. Se puede observar evidencia de edema pulmonar, incluyendo estertores y sibilancias, durante la auscultación . Las trombosis pulmonares son características destacadas de la exposición grave al CX.
- Gastrointestinal: Algunos datos en animales sugieren que CX puede causar cambios inflamatorios hemorrágicos en el tracto gastrointestinal.